# Ophtalmoplon aurivillii
Ophtalmoplon aurivillii là một loài bọ cánh cứng trong họ Cerambycidae.